# Buguggiate
Buguggiate (lombardul: Bügügiaa) település Olaszországban, Varese megyében. Lakosainak száma 3084 fő (2023. január 1.). Buguggiate Azzate, Brunello, Gazzada Schianno és Varese községekkel határos.

## Népesség
A település népességének változása:
| Lakosok száma | 3080 | 3102 | 3084 |
|               | 2017 | 2018 | 2023 |